# Engoulevent affin
Caprimulgus affinis
Espèce
Statut de conservation UICN

 LC  : Préoccupation mineure
L'Engoulevent affin (Caprimulgus affinis) est une espèce d'oiseau que l'on trouve en Asie méridionale et orientale.

## Sous-espèces
Selon le Congrès ornithologique international (Version 15.1 2025), cette espèce est constituée des 6 sous-espèces suivantes :
- C. a. monticolus Franklin, 1831 — du nord-est du Pakistan au sud du Vietnam ;
- C. a. amoyensis Baker, ECS, 1931 — sud de la Chine et nord du Vietnam ;
- C. a. stictomus Swinhoe, 1863 — Taïwan ;
- C. a. affinis Horsfield, 1821 — sud de la péninsule Malaise, Grandes et ouest des petites îles de la Sonde ;
- C. a. propinquus Riley, 1918 — centre/sud de Sulawesi ;
- C. a. timorensis Mayr, 1944 — est des petites îles de la Sonde.